# Raïssa Gorokhóvskaia
Raïssa Gorokhóvskaia   (Moscou, 12 de febrer de 1932 - Moscou, 26 de juliol de 2020) fou una saltadora russa, que va competir sota bandera soviètica durant les dècades de 1950 i 1960.
El 1956 va prendre part en els Jocs Olímpics d'Estiu de Melbourne, on fou novena en la prova del palanca de 10 metres del programa de salts. Quatre anys més tard, als Jocs de Roma, fou cinquena en la mateixa prova.
Durant la seva carrera va prendre part en quatre edicions del Campionat d'Europa de natació, on guanyà una medalla de plata en la prova de palanca del de 1958. A nivell nacional guanyà nombrosos campionats soviètics de salts.
Després de retirar-se de les competicions, el 1969, Gorokhovskaya va treballar durant 40 anys com a fisioterapeuta en un internat de Moscou per a nens amb paràlisi cerebral, discapacitat que també patia el seu fill gran. Des de 1992 va competir en la categoria màster, guanyant 15 títols europeus i mundials de salts.